# 爆弾三勇士の歌
爆弾三勇士の歌（ばくだんさんゆうしのうた）は、爆弾三勇士（肉弾三勇士）をテーマにした軍歌である。大阪毎日新聞・東京日日新聞（現在の毎日新聞）によって公募され、1932年（昭和7年）4月にポリドール・レコードから発売された。類似の歌として、大阪朝日新聞・東京朝日新聞（現在の朝日新聞）が公募した「肉弾三勇士の歌」がある。

## 概要
大阪毎日・東京日日と大阪朝日・東京朝日は1932年（昭和7年）2月28日、それぞれ三勇士をテーマとした歌の懸賞募集を開始した。3月10日の締め切りで、毎日は8万4177通の応募があり、朝日は12万4561通の応募があった。

## 競作

### 爆弾三勇士の歌
毎日は題名を「爆弾三勇士の歌」とし、当時慶應義塾大学の教授をしていた与謝野鉄幹（寛）が詞を書いた。「廟行鎮の敵の陣」である。作曲は陸軍戸山学校軍楽隊楽長の辻順治・楽長補大沼哲の合作で制作された。陸軍戸山学校軍楽隊によって吹き込まれ、ポリドールレコードで4月に発売された。後に作詞した鉄幹自らの手により一部歌詞が改訂されている。

### 肉弾三勇士の歌
朝日は題名を「肉弾三勇士の歌」とし、長崎日日新聞で経済記者をしていた中野力の作品が選ばれた。歌い出しは「戦友の屍を越えて突撃す」であり、作曲は山田耕筰に依頼された。作品は、3月15日の紙面で発表され、17日に朝日講堂で発表演奏会が行われた。江文也によって吹き込まれ、コロムビアレコードで3月25日に発売された。

## 歌詞
毎日の「爆弾三勇士の歌」の改訂後の歌詞。この曲の著作権は作詞・作曲共に消滅している。

一、

廟行鎮（びょうこうちん）の敵の陣

我の友隊（ゆうたい）すでに攻む
 
折から凍る如月（きさらぎ）の
 
二十二日の午前五時

二、
 
命令下る正面に
 
開け歩兵の突撃路
 
待ちかねたりと工兵の
 
誰か後（おくれ）をとるべきや

三、
 
中にも進む一組の
 
江下 北川 作江たち
 
凛たる心かねてより
 
思うことこそ一つなれ 

四、

我等が上に戴（いただ）くは
 
天皇陛下の大御稜威（おおみいつ）

後に負うは国民の

意志に代われる重き任（にん）

五、

いざ此の時ぞ堂々と
 
父祖の歴史に鍛えたる

鉄より剛（かた）き「忠勇」の
 
日本男子を顕（あらわ）すは

六、

大地を蹴りて走り行く
 
顔に決死の微笑あり

他の戦友に遺（のこ）せるも
 
軽（かろ）く「さらば」と唯一語

七、

時なきままに点火して

抱（いだ）き合いたる破壊筒（はかいとう）

鉄条網に到り着き

我が身もろとも前に投ぐ

八、

轟然おこる爆音に
 
やがて開ける突撃路

今わが隊は荒海の

潮（うしお）の如く躍り入る

九、

ああ江南の梅ならで
 
裂けて散る身を花と成し

仁義の軍に捧げたる

国の精華の三勇士

十、

忠魂清き香を伝え
 
長く天下を励ましむ

壮烈無比の三勇士

光る名誉の三勇士
改訂前の歌詞
一、

廟行鎮（びょうこうちん）の敵の陣

我の友隊（ゆうたい）すでに攻む
 
折から凍る如月（きさらぎ）の
 
二十二日の午前五時

二、
 
命令下る正面に
 
開け歩兵の突撃路
 
装置の間無き点火して
 
破壊筒をば抱き行け

三、
 
答えて「はい」と工兵の
 
作江 江下 北川 等(ら)
 
凛たる心三人が
 
思うことこそ一つなれ 

四、

我等が上に戴（いただ）くは
 
天皇陛下の大御稜威（おおみいつ）

後に負うは国民の

意志に代われる重き任（にん）

五、

いざ此の時ぞ堂々と
 
父祖の歴史に鍛えたる

鉄より剛（かた）き「忠勇」の
 
日本男子を顕（あらわ）すは

六、

待ちかねたりと馳せ出づる
 
顔に決死の微笑あり

他の戦友に遺（のこ）せるも
 
軽（かろ）く「さらば」と唯一語

七、

点火のままの破壊筒

抱（いだ）き合いたる破壊筒（はかいとう）

鉄条網に到り着き

我が身もろとも前に投ぐ

八、

轟然おこる爆音に
 
開く三筋の突撃路

今わが隊は荒海の

潮（うしお）の如くに躍り入る

九、

ああ江南の梅ならで
 
裂けて散る身を花と成し

仁義の軍に捧げたる

国の精華の三勇士

十、

忠魂清き香を伝え
 
長く天下を励ましむ

壮烈無比の三勇士

光る名誉の三勇士

## 他の関連軍歌
- 意想曲 爆弾三勇士 辻順治作曲。爆弾三勇士の歌B面。
- 爆弾三勇士の歌 長田幹彦作詞、中山晋平作曲。ビクターレコード発売、吹き込みはオリオン・コール。
- 肉弾三勇士の歌 渡部栄伍作詞、古賀政男作曲。肉弾三勇士の歌公募2席。肉弾三勇士の歌B面。
- 肉弾三勇士の歌 清水恒雄作詞、古関裕而作曲。コロムビアレコード発売、吹き込みは長谷川堅二。
- 噫肉弾三勇士 三上於菟吉作詞、青葉宵三作曲。キングレコード発売、吹き込みは内田栄一。
- 肉弾三勇士の歌 松村又一作詞、近藤一九二作曲。ツルレコード発売、吹き込みは黒田進。
- 三勇士 文部省唱歌、下総皖一作曲。「初等科音楽（一）」収録。
- 爆弾三勇士 奥田茂湖作詞、服部良一作曲。蝶印レコード（特許レコード製作所）発売、吹き込みは草原慶二、特許管弦楽団。